# Kuckucke

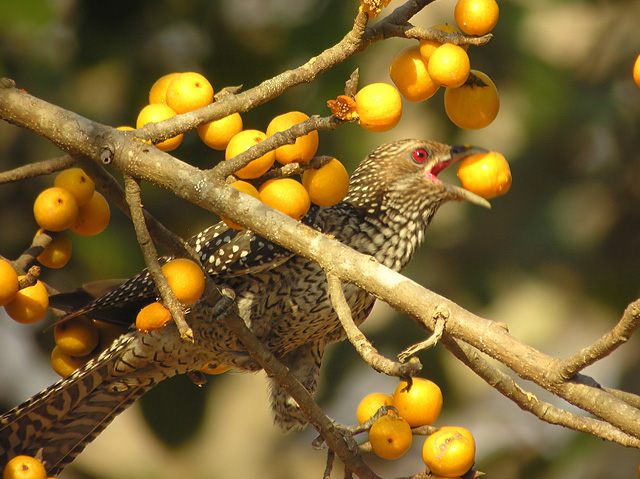
Indischer Koel, Weibchen – einer der wenigen Fruchtfresser innerhalb der Familie der Kuckucke

Die Kuckucke (Cuculidae) sind die einzige Familie in der Ordnung der Kuckucksvögel (Cuculiformes). Sie enthält etwa 140 Arten, von denen mehr als 50 obligate Brutschmarotzer sind, die ihre Jungvögel nicht selber heranziehen. Sie sind dabei auf einzelne Wirtsvogelarten spezialisiert und zeigen mitunter sehr starke Anpassungen an diese Arten.
Mit dem Kuckuck und dem Häherkuckuck sind zwei Arten der Kuckucke in Europa vertreten. Die meisten Arten dieser Familie leben in Afrika, Asien und Australien. Die meisten von ihnen sind Baumbewohner.

## Merkmale
Kuckucke sind meist mittelgroße Vögel. Die kleinsten Arten erreichen eine Länge von 14 cm, die größten von 70 cm dank ihrer überlangen Schwänze. Die Schwanzfedern sind gestuft, die Schwänze aber nie spitz. Die Flügel sind oft ziemlich kurz. Der Fuß der Kuckucke ist zygodactyl, das heißt die erste und vierte Zehe weisen nach hinten, die zweite und dritte sind nach vorn gerichtet. Der Schnabel ist meist kurz und schlank.
Die meisten Kuckucksarten sind schlicht grau, braun oder olivfarben gefärbt. Die Farben bilden meist ein grobes Muster von Streifen und Flecken. Einige Arten zeigen auch ein metallisch glänzendes Schwarz wie beispielsweise die Anis. Bunte, leuchtende Farben sind nur selten ausgeprägt, finden sich aber beispielsweise bei den Eigentlichen Goldkuckucken. Viele Kuckucke weisen keinen Geschlechtsdimorphismus auf, bei anderen unterscheiden sich die Geschlechter oft stark in Größe und Gewicht. Der Ruf der Kuckucke besteht aus wiederholten Reihen wohlklingender Laute.

## Verbreitung und Lebensweise
Kuckucke leben mit Ausnahme der Antarktis, der nördlichen Tundraregionen, der Wüsten Nordafrikas und Vorderasiens und vieler ozeanischer Inseln weltweit auf allen Kontinenten. Der Verbreitungsschwerpunkt ist Asien, Afrika und Südamerika. In Westeuropa kommen lediglich der Kuckuck und der Häherkuckuck vor, im europäischen Russland sowie vereinzelt in Finnland ist außerdem der Hopfkuckuck als Brutvogel vertreten. In Nordamerika sind mit Gelbschnabelkuckuck, Schwarzschnabelkuckuck, Mangrovenkuckuck, Wegekuckuck, Rennkuckuck sowie dem Riefenschnabelani und dem Glattschnabelani lediglich acht Arten heimisch.
Der bevorzugte Lebensraum von Kuckucken sind Wälder und Buschlandschaften. Die meisten Kuckucke sind Baumbewohner. Einige wenige Arten wie die aus der Unterfamilie der Erdkuckucke, zu denen unter anderem der Rennkuckuck gehört, sind Bodenbewohner. Auch die Laufkuckucke halten sich bevorzugt am Boden auf.
Die meisten Kuckucke fressen Insekten und deren Larven. Stark behaarte Raupen, die von den meisten Vogelarten gemieden werden, werden von zahlreichen Kuckucksarten gefressen. Viele der Kuckucke entfernen Haare und Darminhalt der Raupen, indem sie ihre Beutetiere gegen Äste schlagen. Daneben fressen Kuckucke aber auch andere wirbellose Tiere und kleine Wirbeltiere und sind gelegentlich auch Nesträuber. Einige wenige Arten fressen bevorzugt Früchte.

## Brutschmarotzende Kuckucke

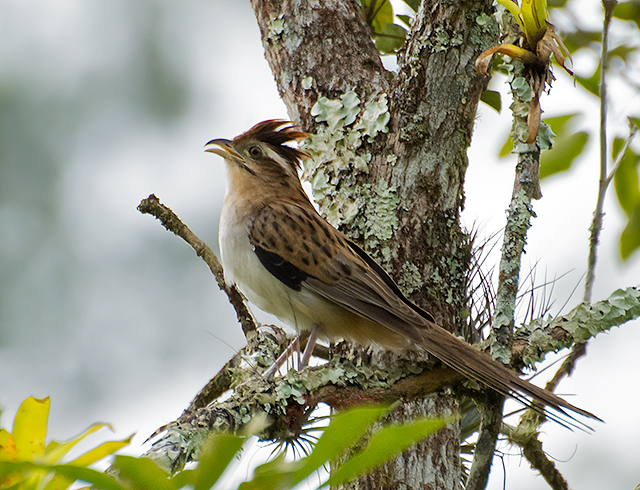
Streifenkuckuck, einer der brutschmarotzenden Arten unter den Kuckucken

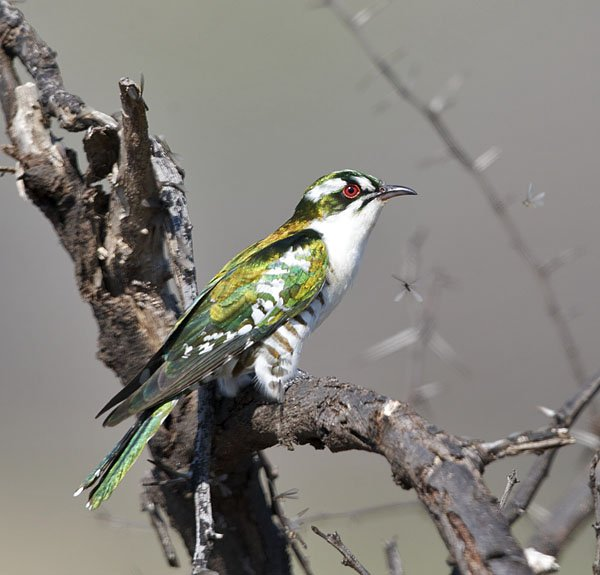
Goldkuckuck

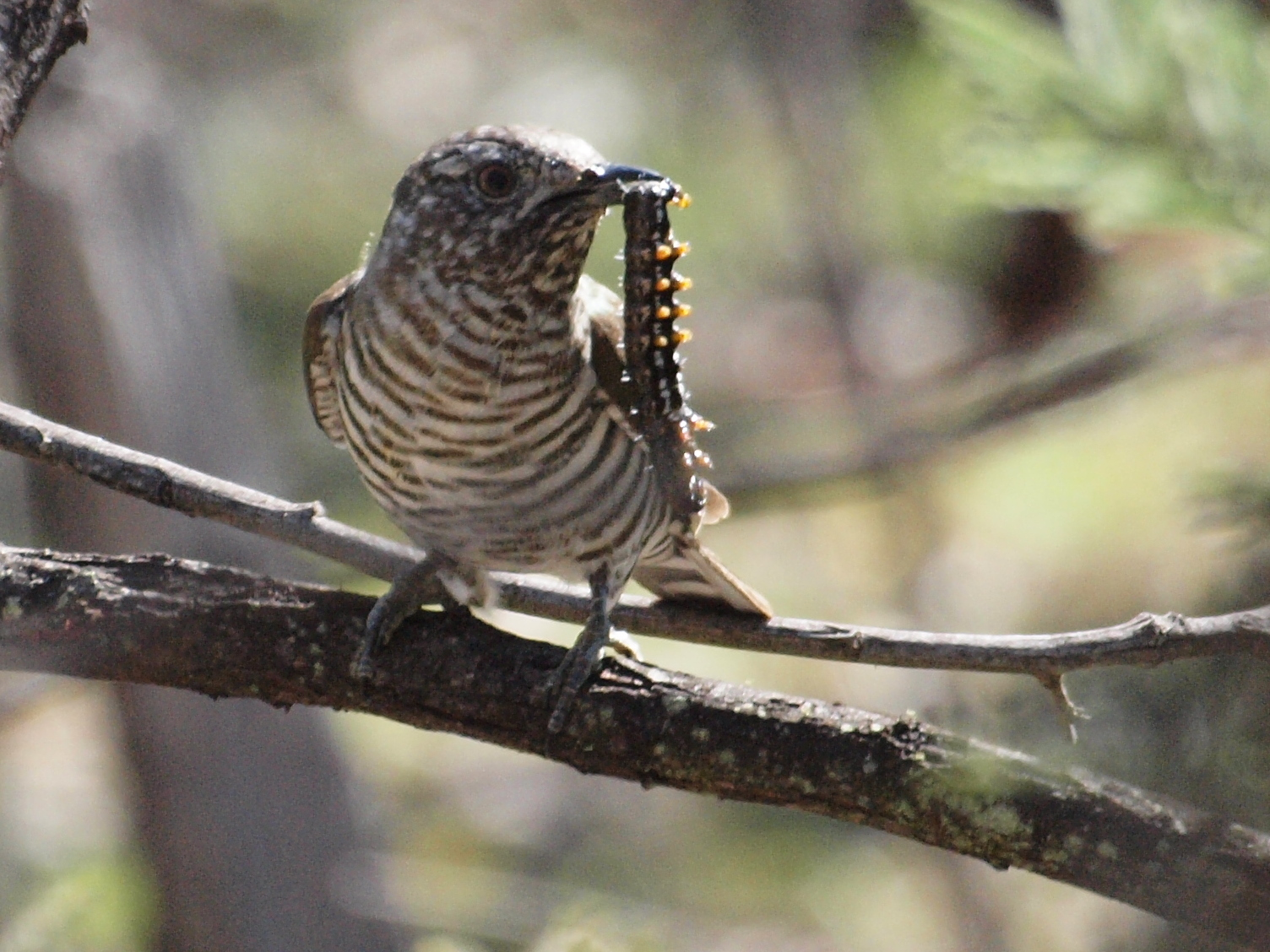
Junger Glanzbronzekuckuck (Chrysococcyx lucidus) mit Raupe

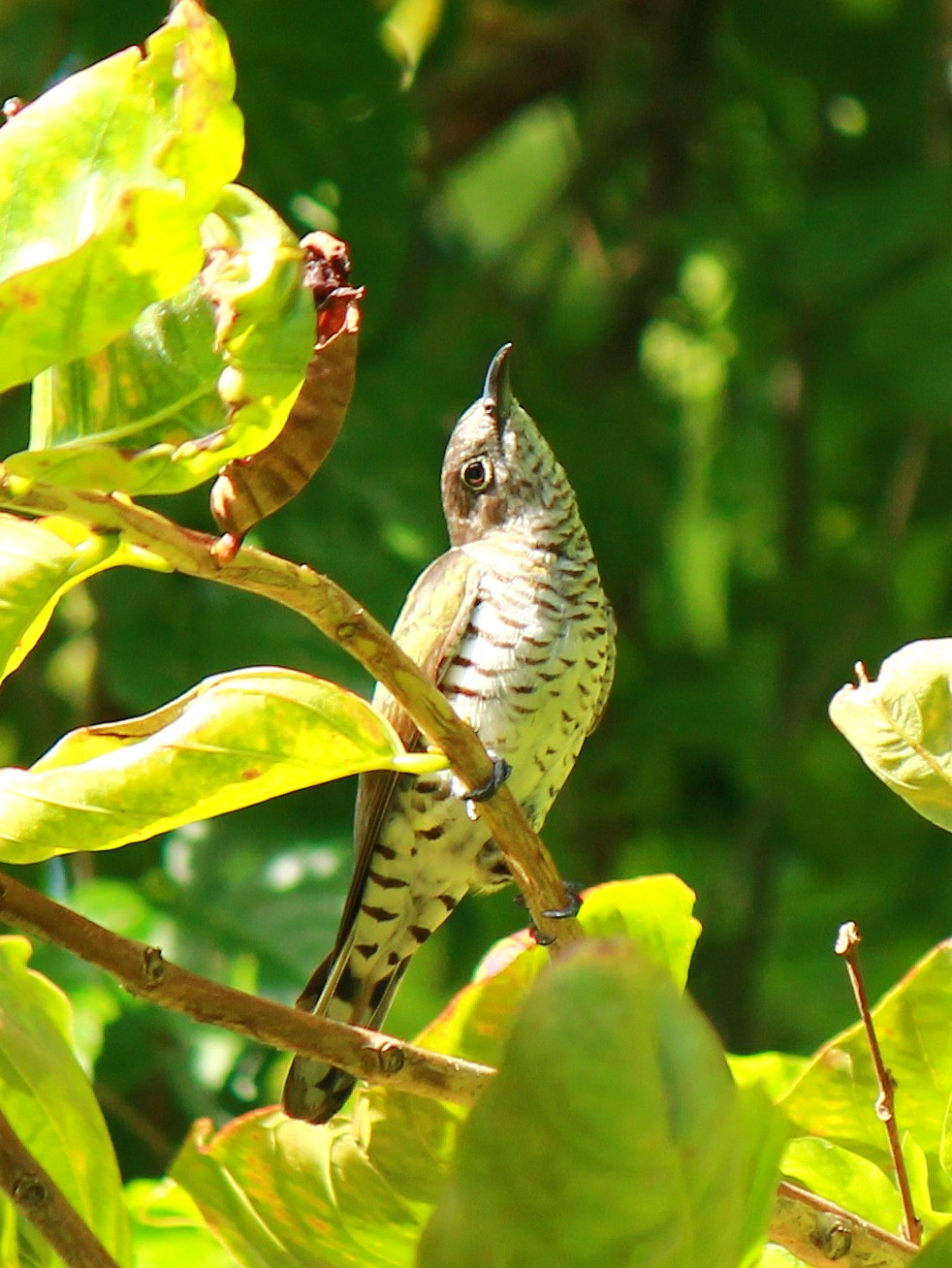
Gould-Kuckuck

### Einordnung einzelner Arten als Brutschmarotzer
Die ältesten Bezüge auf Brutparasitismus einer Art der Kuckucke finden sich in den indischen Veden ca. 2000 v. Chr.: kommentiert wird in diesen Schriften das Verhalten des Indischen Koels (Eudynamys scolopaceus), der als ein Vogel bezeichnet wird, der von anderen aufgezogen wird. Weitere Details werden nicht angegeben. Erst um etwa 375 n. Chr. wird in einer weiteren Schrift aus diesem Kulturraum festgehalten, dass diese Art bei Krähen herangezogen wird. Diese werden auch heute als die häufigsten Wirtsvögel eingestuft. Griechische Naturphilosophen haben bereits im 4. Jahrhundert v. Chr. den Brutparasitismus des in Eurasien verbreiteten Kuckucks kommentiert. Die nächste Erwähnung einer brutschmarotzenden Art erfolgte durch Jahangir, einen Herrscher des Mogulreiches (1605–1627), der festhielt, dass Clamator jacobinus Timalien als Wirtsvögel nutzte. Erst 1802 wurde Brutparasitismus erstmals für eine Vogelart beschrieben, die nicht zu der Familie der Kuckucke gehörte: Félix de Azara, einer der bedeutendsten spanischen Südamerikaforscher, hielt in diesem Jahre fest, dass der Glanzkuhstärling, der zu den Kuhstärlingen gehört, in Paraguay und Argentinien ein Brutschmarotzer sei.
1806 hielt der französische Ornithologe François Levaillant fest, dass weitere Arten der Kuckucke, nämlich Cuculus clamosus, Cuculus gularis sowie der Goldkuckuck, Brutschmarotzer sind. Alfred Brehm führte 1853 für den Häherkuckuck erste Belege an, dass es sich hier um einen Brutschmarotzer handele, und 1879 wurde dies auch für den Fratzenkuckuck berichtet.
Die Einordnung weiterer Arten als Brutschmarotzer setzte sich im 20. Jahrhundert fort. Der Streifenkuckuck wurde 1909, der Pfauenkuckuck 1914 als Brutschmarotzer eingeordnet. Für die Gattung Pachycoccyx wurde dies 1936 festgestellt, der britische Ornithologe Reginald Ernest Moreau wies 1939 darauf hin, dass es ausreichend Hinweise gäbe, auch die Gattung Cercococcyx als Brutschmarotzer einzustufen. Für die meisten Arten dieser Gattung ist jedoch noch unklar, welches die typischen Wirtsvögel sind. Dagegen kennt man die Wirtsvögel des Fasanenkuckucks, hat bislang aber nicht beobachtet, ob er andere Nestlinge und Eier nach dem Schlupf aus dem Nest entfernt.

### Verhaltensmerkmale obligat brutschmarotzender Arten
Als obligat brutschmarotzende Arten werden solche Vogelarten bezeichnet, die niemals Jungvögel selber heranziehen, sondern ihre Eier grundsätzlich in fremde Gelege legen.
Die detaillierte Untersuchung von Verhaltensmerkmalen bei brutschmarotzenden Kuckuckarten begann im 20. Jahrhundert. Edgar Chance untersuchte zwischen 1918 und 1925 in einer sorgfältig durchgeführten Feldstudie das Verhalten einzelner Kuckucksweibchen. Er konnte nachweisen, dass Kuckucke bevorzugt Nester einer Wirtsvogelart aufsuchen, dass sie die Nester ihres Wirtsvogels zuvor beobachten und dass die Eiablage innerhalb weniger Sekunden direkt in das Nest des Wirtsvogels stattfindet. Da man immer wieder Kuckucksweibchen mit einem Ei im Schnabel beobachtete, hatte man es zuvor für möglich gehalten, dass der Kuckuck am Boden sitzend das Ei legt, dieses dann in den Schnabel nimmt und in das Nest des Wirtsvogels legt. Den gesamten Vorgang der Eiablage konnte er 1921 sogar filmen. Die Ergebnisse der Untersuchungen von Chance sind durch eine Reihe ähnlicher Feldstudien bestätigt. In der Summe sind es die folgenden Anpassungsleistungen, die einen Brutparasitismus erlauben:
- Synchronisation der Eireifung auf den Wirtsvogel
- Beschleunigte Eiablage, da Wirtseltern auf Störungen empfindlich reagieren und Nester aufgeben
- Anpassung der Eigröße und Eiermimikry
- Entfernen von Eiern und Jungvögeln des Wirtsvogels
- Höhere Durchsetzungsfähigkeit der Kuckucksnestlinge im Vergleich zu den Nestlingen der Wirtsvogelarten

Für die brutschmarotzenden Arten innerhalb der Unterfamilie der Altweltkuckucke gilt, dass sie als Wirtsvögel meist solche wählen, die kleiner sind als sie selbst. Meist handelt es sich um insektenfressende Arten geringer Größe wie beispielsweise Timalien oder Würger. Bei den meisten Arten legt das Weibchen nur ein Ei pro Wirtsnest und der frisch geschlüpfte Jüngling entfernt aus dem Nest die Eier oder die anderen Jungvögel und wird dann alleine von den Wirtsvögeln hochgezogen. Ausnahme sind Eudynamys scolopaceus und der Fratzenkuckuck. Beide sind Brutschmarotzer von Krähen in gleicher Größe. N. B. Davies spekuliert deshalb, ob nicht möglicherweise die frischgeschlüpften Nestlinge dieser beiden Arten gleichfalls versuchen, die anderen Nestlinge sowie die noch nicht geschlüpften Eier zu entfernen, aber dann schließlich aufgeben, weil diese zu groß dafür sind. Allerdings zeigen auch die brutschmarotzenden Arten der Gattung Clamator dieses Verhalten nicht und versuchen es nach bisheriger Erkenntnis auch nicht. Der zu den Clamator-Arten gehörende Häherkuckuck parasitiert mit Elster, Aaskrähe und Schildrabe sogar Arten, die deutlich größer sind als er. Obwohl es vorkommt, dass Nestlinge dieser Brutschmarotzer gemeinsam mit den Nestlingen ihrer Wirtsvögel heranwachsen, sind sie häufig durchsetzungsfähiger, was das Erbetteln von Futter betrifft. Nestlinge der Wirtsvögel verhungern häufig oder werden von den artfremden Nestlingen zerdrückt. So werden nach einigen Untersuchungen in einem von Häherkuckucken parasitierten Nest durchschnittlich nur 0,6 Elsterjungen flügge, während in einem nicht parasitierten Nest durchschnittlich 3,5 Elstern ausfliegen.
Einige der brutschmarotzenden Kuckucke legen Eier, die in der Färbung den Eiern der Wirtsvögel gleichen. Dies ist besonders ausgeprägt bei dem in Mitteleuropa vorkommenden Kuckuck. Weibchen sind auf einzelne Wirtsvogelarten spezialisiert und In Färbung und Musterung gleichen die Kuckuckseier dem Gelege sehr gut. Wie es dem Kuckuckweibchen möglich ist, die gelegten Eier auf das Gelege abzustimmen, wurde im Fall der bläulichen Eier geklärt: Die Weibchen besitzen auf ihren W-Geschlechtschromosomen (wie bei anderen Vögeln besitzen Weibchen ZW-Chromosomen, Männchen ZZ-Chromosomen) sowohl die Präferenz für eine bestimmte Wirtsvogelart (z. B. den Gartenrotschwanz mit bläulichem Gelege) als auch für die Färbung (bläulich) und Musterung (uniform) des Eies. Diese starke Anpassung gilt jedoch nicht für alle brutschmarotzenden Kuckucke, bei zahlreichen Arten weicht das Kuckucksei in Größe und Färbung stark von dem der Wirtsvögel ab.

### Gemeinschaftsnistende Kuckucke als Vorform des Brutparasitismus

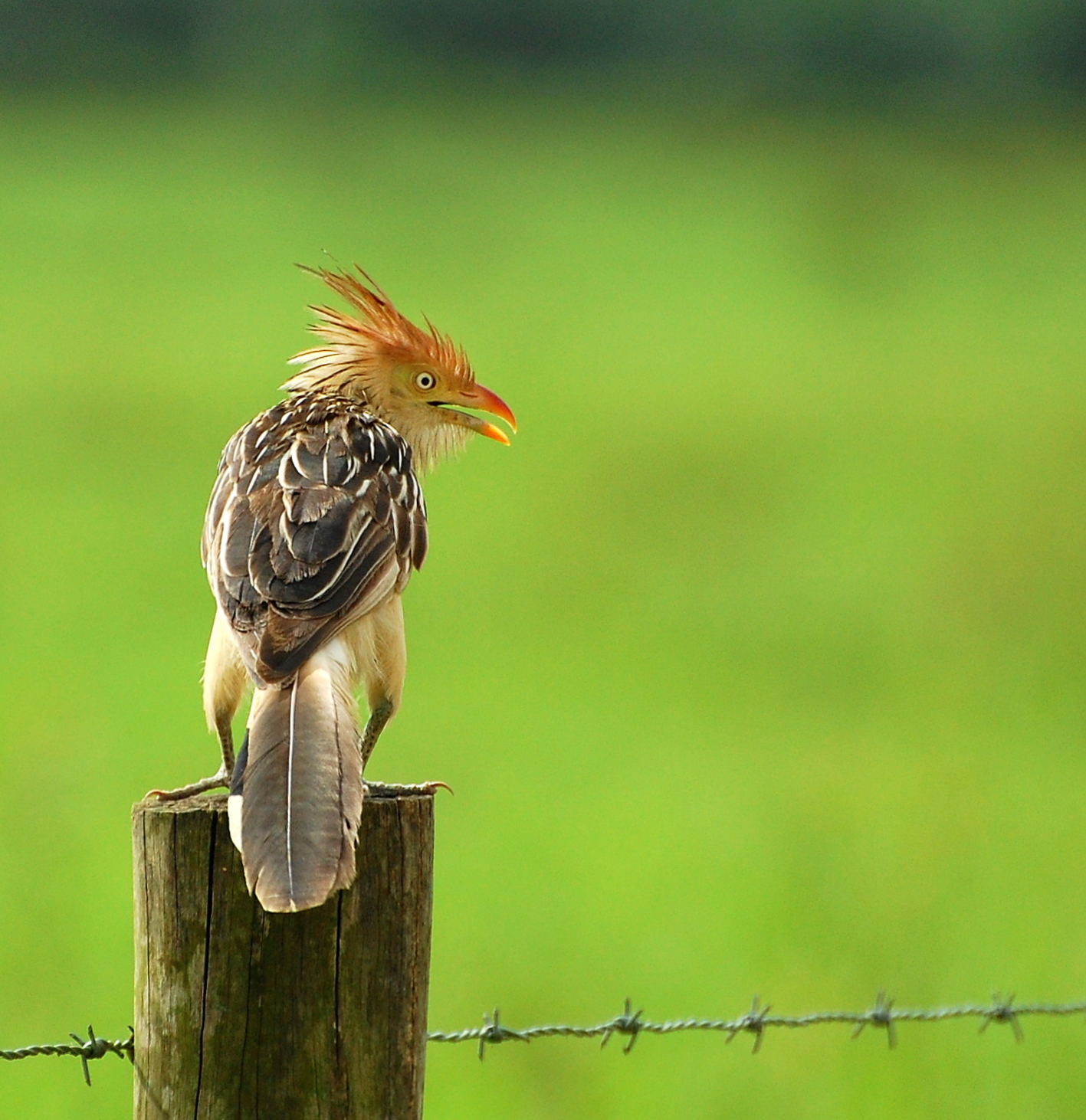
Guirakuckuck

Da alle Altweltkuckucke (Cuculinae) und nur drei der neuweltlichen Erdkuckucke obligate Brutschmarotzer sind, argumentiert N. B. Davies, dass sich diese Fortpflanzungsart entwicklungsgeschichtlich zwei Mal in dieser Familie entwickelte. Da es noch andere ungewöhnliche Formen der Jungvögelaufzucht innerhalb der Kuckucke gibt, argumentiert er weiter, dass diese Familie in besonderer Weise für die Entwicklung von Brutparasitismus prädestiniert ist.
Eine Vorform des Brutparasitismus findet sich bei den Arten der Gattung der Madenkuckucke. Zu ihnen gehört neben den Anis auch der südamerikanischen Guirakuckuck. Alle Arten dieser Unterfamilie ziehen ihre Jungvögel in einem Gemeinschaftsnest groß. Dabei kommt es zu einer heftigen Konkurrenz der Elternvögel. Während der Fortpflanzungszeit bilden Guirakuckucke kleine Trupps, die zwischen zwei und 18 Individuen umfassen können, die Regel sind jedoch sechs bis acht Individuen. Die Weibchen des Trupps legen ihre Eier in ein Gemeinschaftsnest, die Zahl der Eier ist umso höher, je mehr Weibchen zu einem Trupp gehören. Durchschnittlich geht etwa die Hälfte der Eier dieser Gemeinschaftsgelege verloren. Dieser Verlust von Eiern wird von den Guirakuckucken durchaus gezielt herbeigeführt:  Adulte Guirakuckucke nehmen einzelne Eier in den Schnabel und werfen dieses direkt aus dem Nest oder nehmen ein Ei in den Schnabel, entfernen sich einige Meter vom Nest und lassen es dort fallen. Dieses Verhalten ist vor allem am Beginn der Eiablage zu beobachten, kann jedoch auch dann vorkommen, wenn die Eier bereits angebrütet sind. Es gibt Indizien, dass dieses Verhalten vor allem bei Weibchen auftritt, die noch nicht mit der Eiablage begonnen haben. Grundsätzlich variieren die Eier eines Weibchens so stark in Größe, Form, Farbe und Muster voneinander, dass es nicht in der Lage ist, seine eigenen Eier innerhalb eines Geleges zu identifizieren. Nestlinge werden von Mitgliedern des Trupps gelegentlich auch aus dem Nest entfernt oder dort sogar getötet. Dies geschieht meist in den ersten Tagen, nachdem die Nestlinge geschlüpft sind. Dieser Infantizid führt dazu, dass gelegentlich das Nest von dem Trupp aufgegeben wird. Nach einzelnen Untersuchungen beträgt der Prozentsatz der Nester, bei denen es zu einem vollständigen oder teilweisen Infantizid kommt, 69 Prozent.
Guirakuckucke legen als sogenannte fakultative Brutschmarotzer gelegentlich auch Eier in die Nester von Vögeln wie dem Glattschnabelani,  Schopfkarakara, Chimangokarakara, Bandpflanzenmäher und Bronzekiebitz.

## Systematik der Kuckucksvögel

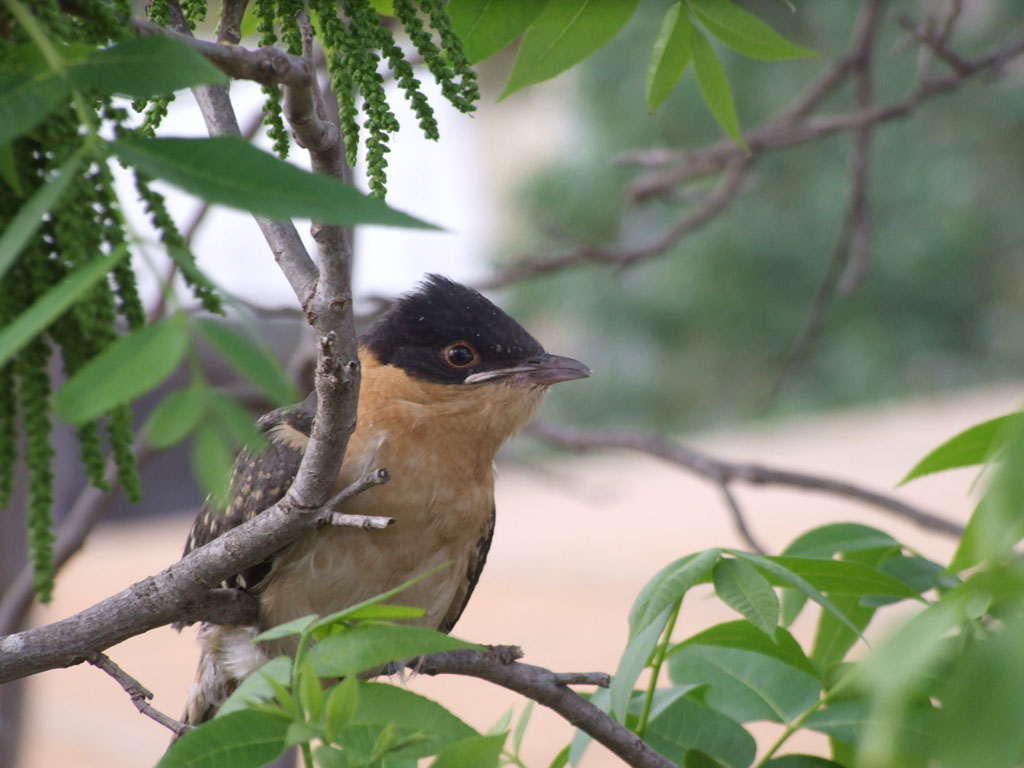
Häherkuckuck (Clamator glandarius)

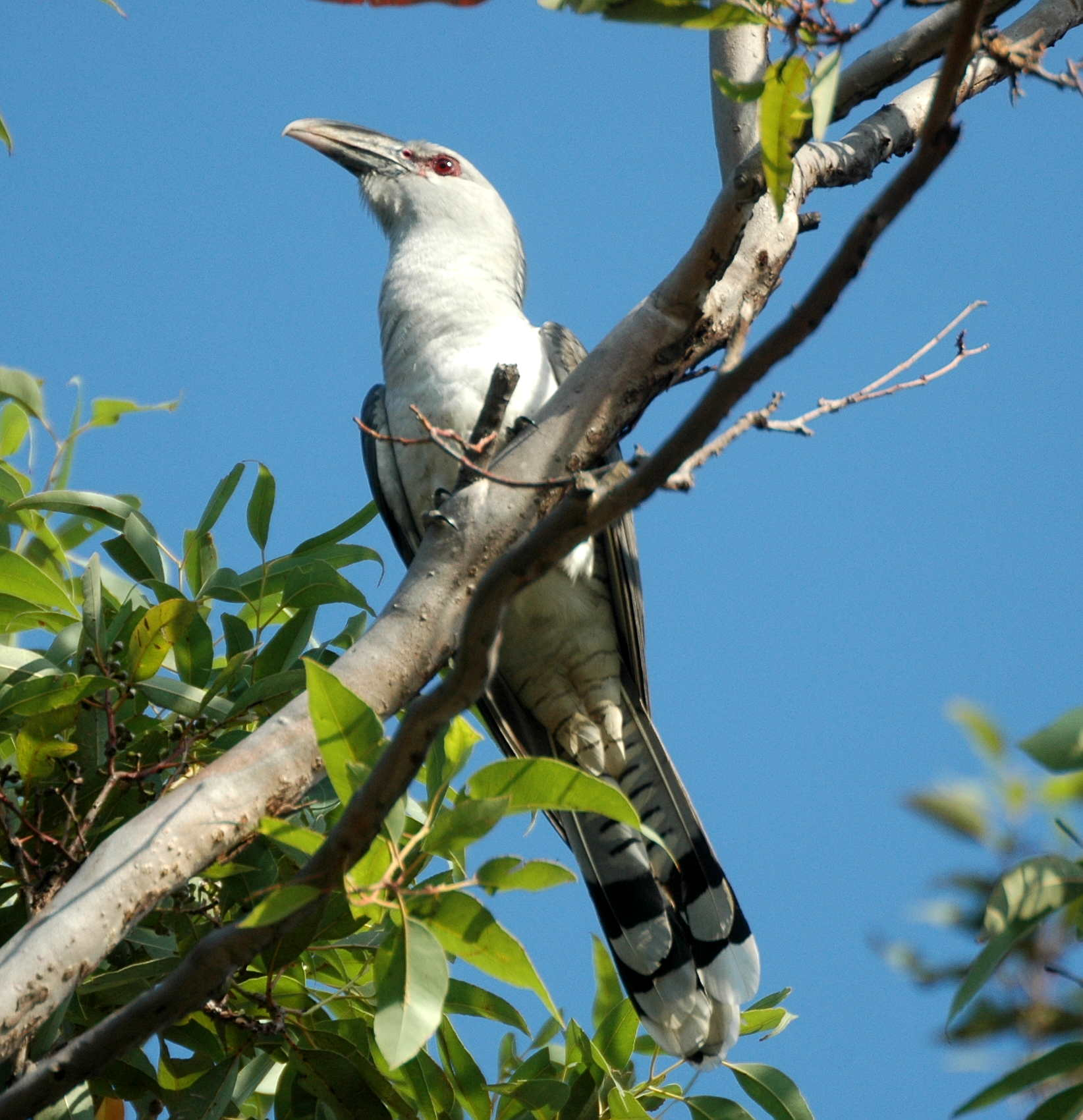
Fratzenkuckuck (Scythrops novaehollandiae)

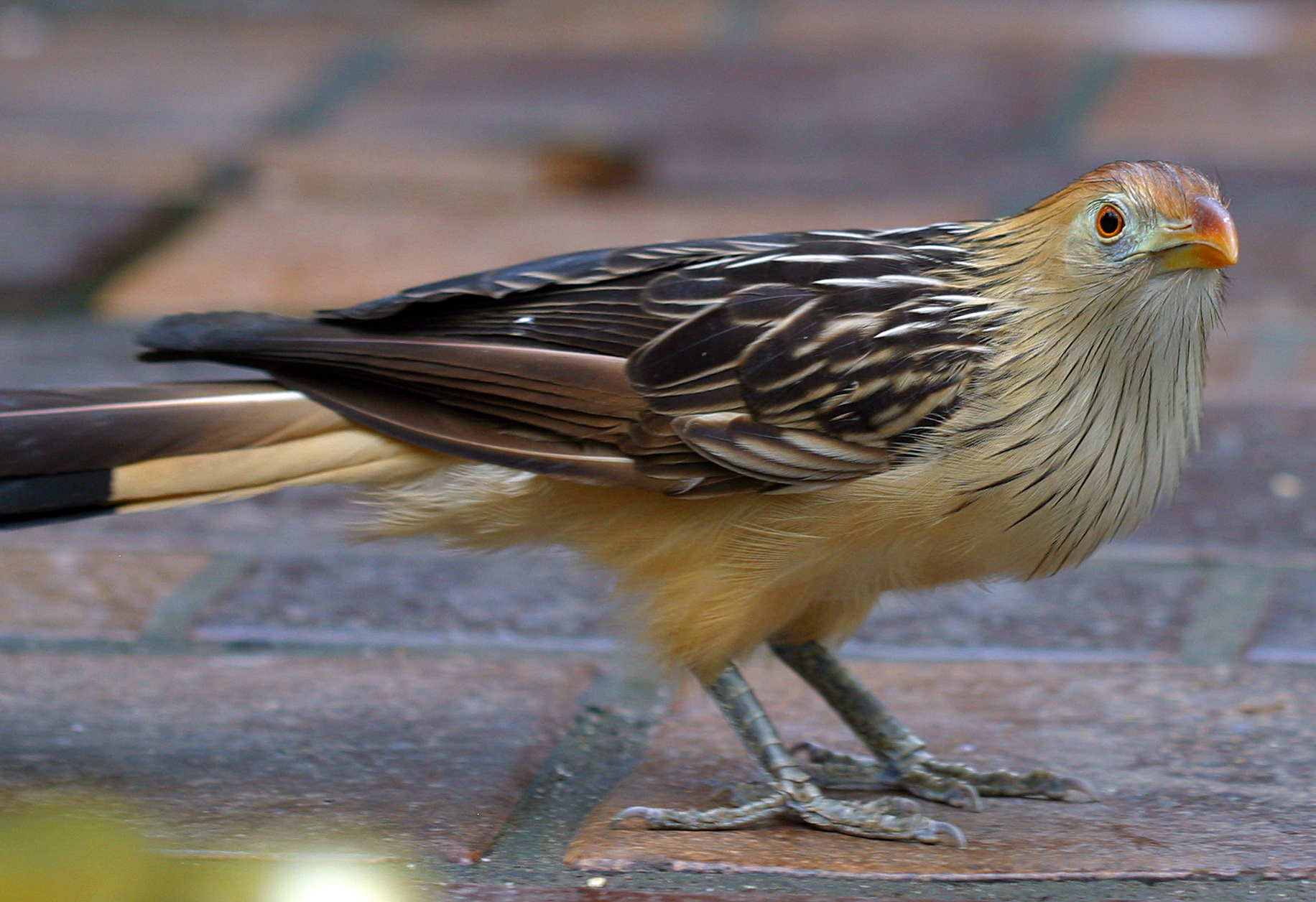
Guirakuckuck (Guira guira)

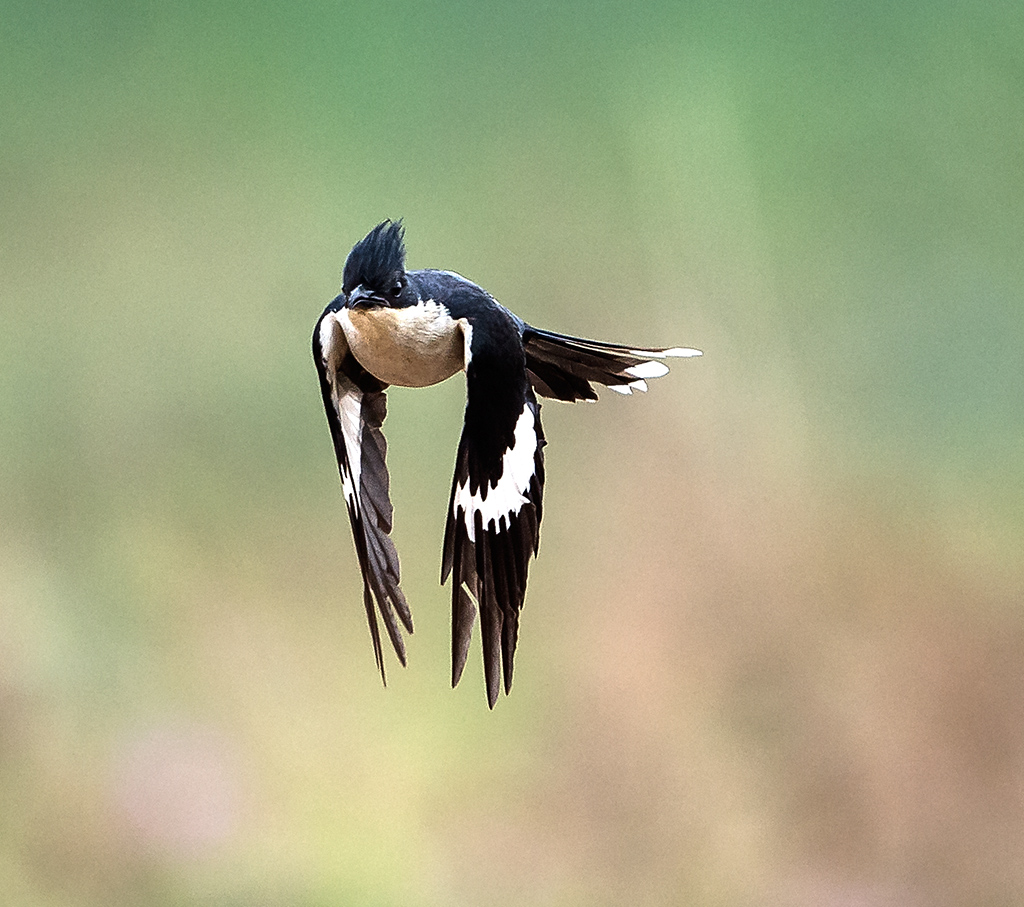
Jakobinerkuckuck aus der Gattung der Schopfkuckucke im Flug

Es gibt 28 Gattungen und 136 Arten in 6 Unterfamilien
- Familie Kuckucke (Cuculidae) (50 Arten)
  - Unterfamilie Altwelt-Kuckucke (Cuculinae)
    - Gattung Cuculus z. B. Kuckuck (C. canorus)
    - Gattung Cacomantis z. B. Fächerschwanzkuckuck (C. flabelliformis)
    - Gattung Caliechthrus
    - Gattung Cercococcyx
    - Gattung Eigentliche Goldkuckucke (Chrysococcyx) z. B. Glanzbronzekuckuck (C. lucidus)
    - Gattung Chalcites, z. B. Schwarzohrkuckuck
    - Gattung Schopfkuckucke (Clamator) z. B. Häherkuckuck (C. glandarius)
    - Gattung Eudynamys z. B. Indischer Koel (E. scolopaceus)
    - Gattung Heteroscenes: 1 Art: Blasskuckuck
    - Gattung Microdynamis: 1 Art: Schwarzkappenkuckuck
    - Gattung Pachycoccyx: 1 Art: Dickschnabelkuckuck
    - Gattung Rhamphomantis
    - Gattung Scythrops: 1 Art: Fratzenkuckuck (S. novaehollandiae)
    - Gattung Surniculus
    - Gattung Urodynamis 1 Art: Langschwanzkoel (U. taitensis)

  - Unterfamilie Centropodinae
    - Gattung Spornkuckucke (Centropus) (28 Arten)

  - Unterfamilie Cozzyzinae (18 Arten)
    - Gattung Coccyzus z. B. Schwarzschnabel- und Gelbschnabelkuckuck
    - Gattung Saurothera
    - Gattung Hyetornis
    - Gattung Piaya

  - Unterfamilie Erdkuckucke (Neomorphinae) (11 Arten)
    - Gattung Dromococcyx
    - Gattung Rennkuckucke (Geococcyx) z. B. Wegekuckuck (G. californianus)
    - Gattung Morococcyx
    - Gattung Neomorphus
    - Gattung Tapera

  - Unterfamilie Buntschnabel-Kuckucke (Phaenicophaeinae)
    - Tribus Couini (10 Arten)
      - Gattung Seidenkuckucke (Coua)

    - Tribus Phaenicophaeini
      - Gattung Laufkuckucke (Carpococcyx) z. B. Renauldkuckuck (C. renauldi) und Laufkuckuck (C. radiceus)
      - Gattung Erzkuckucke (Ceuthmochares), zwei Arten: Ost- und Westerzkuckuck
      - Gattung Malkohas (Phaenicophaeus) z. B. Nacktstirnkuckuck (P. pyrrhocephalus)

  - Unterfamilie Madenkuckucke (Crotophaginae) (4 Arten)
    - Gattung Anis (Crotophaga) (3 Arten) z. B. Glattschnabelani (C. ani)
    - Gattung Guira: 1 Art Guirakuckuck (G. guira)

  - Unterfamilie nicht bekannt
    - Gattung † Nannococcyx: 1 Art St.-Helena-Kuckuck (N. psix)

## Einzelbelege
1. ↑   Davies: Cuckoos, Cowbirds and Other Cheats. S. 12.
2. 1 2   Davies: Cuckoos, Cowbirds and Other Cheats. S. 14.
3. ↑   Davies: Cuckoos, Cowbirds and Other Cheats. S. 3.
4. ↑   Davies: Cuckoos, Cowbirds and Other Cheats. S. 19.
5. 1 2 3   Davies: Cuckoos, Cowbirds and Other Cheats. S. 15.
6. ↑   Davies: Cuckoos, Cowbirds and Other Cheats. S. 17.
7. ↑   Davies: Cuckoos, Cowbirds and Other Cheats. S. 31 und S. 32.
8. ↑   Secrets of Nature: The Cuckoo's Secret (1922). Wild Film History, abgerufen am 16. Juli 2016.
9. 1 2 3   Davies: Cuckoos, Cowbirds and Other Cheats. S. 16.
10. ↑   Davies: Cuckoos, Cowbirds and Other Cheats. S. 104.
11. ↑  Frode Fossøy, Michael D. Sorenson, Wei Liang, Torbjørn Ekrem, Arne Moksnes, Anders P. Møller, Jarkko Rutila, Eivin Røskaft, Fugo Takasu, Canchao Yang, Bård G. Stokke: Ancient origin and maternal inheritance of blue cuckoo eggs. In: Nature Communications, Band 7, Artikel Nummer 10272, 12. Januar 2016, doi:10.1038/ncomms10272.
12. ↑   Davies: Cuckoos, Cowbirds and Other Cheats. S. 246.
13. 1 2 3 4   Erhitzøe, Mann, Brammer, Fuller: Cuckoos of the World. S. 102.
14. ↑  R.B. Payn (1997): Family Cuculidae, in Josep, del Hoyo; Andrew, Elliott; Jordi, Sargatal: Handbook of the Birds of the World. Volume 4, Sandgrouse to Cuckoos, Barcelona: Lynx Edicions, pp. 246–269, ISBN 978-84-87334-22-1